# Hôtel d'Ansembourg
Pour les articles homonymes, voir Ansembourg.
L'hôtel d'Ansembourg, initialement appelé hôtel Willems, est un ancien hôtel particulier du XVIIIe siècle situé en Belgique à Liège, entre Féronstrée et le quai de Maestricht. Il abrite depuis 1905 le musée d'Archéologie et d'Art décoratif. Le bâtiment est un exemple typique de l’architecture baroque dans la Principauté de Liège. Les chambres sont décorées avec du mobilier et des objets d'art du XVIIIe, qui donnent une bonne impression de la vie de la classe moyenne supérieure à la période des lumières. 

## Historique
L’hôtel Ansembourg, initialement hôtel Willems, est un hôtel particulier du XVIIIe siècle  que le riche marchand et banquier eupenois Michel Willems a fait construire pour lui-même et sa famille sur un terrain situé dans le périmètre claustral de la cathédrale Saint-Lambert. Le terrain, qui au départ alla jusqu'à la Meuse, fut par la suite considérablement raccourci.
Willems a amassé une fortune importante dans sa vie, tout d’abord comme marchand de cuir de Cordoue (cuir doré de Malines) à Verviers, puis comme banquier, notamment des Princes-évêques à Liège. Il souhaita ériger sa maison patricienne dans la chic Féronstrée  par le célèbre architecte Johann Joseph Couven. Il fit raser une ancienne fonderie, faisant partie de la collégiale Saint-Barthélemy et la construction de son hôtel particulier eut lieu entre 1738 et 1741, après quoi le décor a duré encore plusieurs années.
Le fils de William, Nicolas, se retira en 1780 au château Amstenrade (nl), qu'il avait largement reconstruit. En 1788, Nicolas décédant sans postérité, l'hôtel et ses autres bien sont cédés à la fille de sa sœur Marie-Anne-Victoire de Hayme de Bomal, épouse du comte Joseph-Romain de Marchant d'Ansembourg, neveux du Prince-évêque François-Charles de Velbruck. Depuis cette époque l'hôtel a gardé le nom d’Ansembourg.
Dégradé à la suite de la révolution liégeoise en 1794, le bâtiment fut saisi avant d’être revendu à une autre famille. 
En mars 1903, la ville de Liège acquit le bâtiment qu’elle confia à l'architecte Joseph Lousberg pour le transformer en musée d’arts décoratifs liégeois du XVIIIe siècle. Le musée est ouvert au public le 10 septembre 1905.
Le musée d'Ansembourg est fermé à partir de 2020 jusqu'à nouvel ordre en raison d'importants travaux de rénovation 
. 
Depuis 2024, le bâtiment fait l'objet d'un important chantier de rénovation et d'extension en trois phases. La première phase, débutée en 2024 et devant s'achever à l'été 2025, comprend la démolition d'un bâtiment attenant pour la construction d'une extension contemporaine. La deuxième phase, programmée de juin 2024 au printemps 2026, porte sur la restauration complète de l'enveloppe du bâtiment (charpentes, maçonneries, peintures extérieures, ferronneries, menuiseries). La troisième phase concernera la restauration du mobilier et des décors intérieurs. Le coût total de la rénovation-extension est estimé à 8,7 millions d'euros, en grande partie subventionné.

## Description du bâtiment

### Extérieur
Le bâtiment a été érigé comme un palais citadin avec une large façade symétrique le long de la rue principale (Féronstrée) et une façade latérale sur la rue Hongrée. La forme est celle d'une maison de ville typique avec deux étages résidentiels et un grenier pour le personnel de service. La façade principale en briques peintes en rouge est divisée par des pilastres en pierre en cinq parties avec respectivement 1-3-3-3-1 fenêtres. La partie centrale composée de 3 fenêtres un corps central qui est surmonté d'un fronton sculpté. Au-dessus de la porte d'entrée se dresse un balcon français avec une balustrade en fer forgé de style Régence. L'arrière du bâtiment a une disposition identique, au-dessus de la porte centrale se situent deux œils-de-bœuf. La façade latérale a une disposition différente avec un étage supplémentaire. De toute évidence, ces étages étaient destinés aux cuisines et antichambres et non aux salles de réception dont une certaine hauteur est nécessaire.

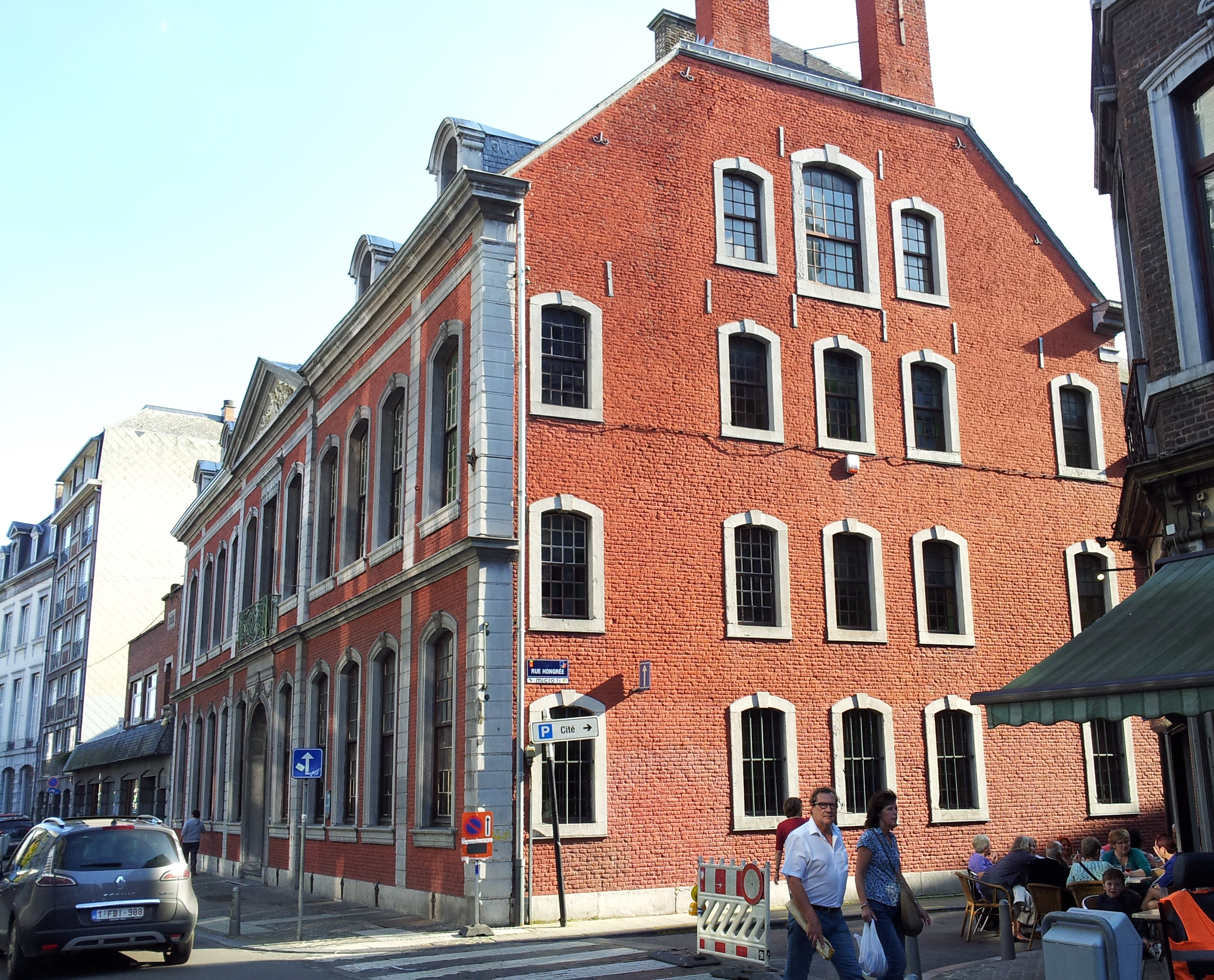
L'hôtel au croisement de Féronstrée et la rue de Hongrée
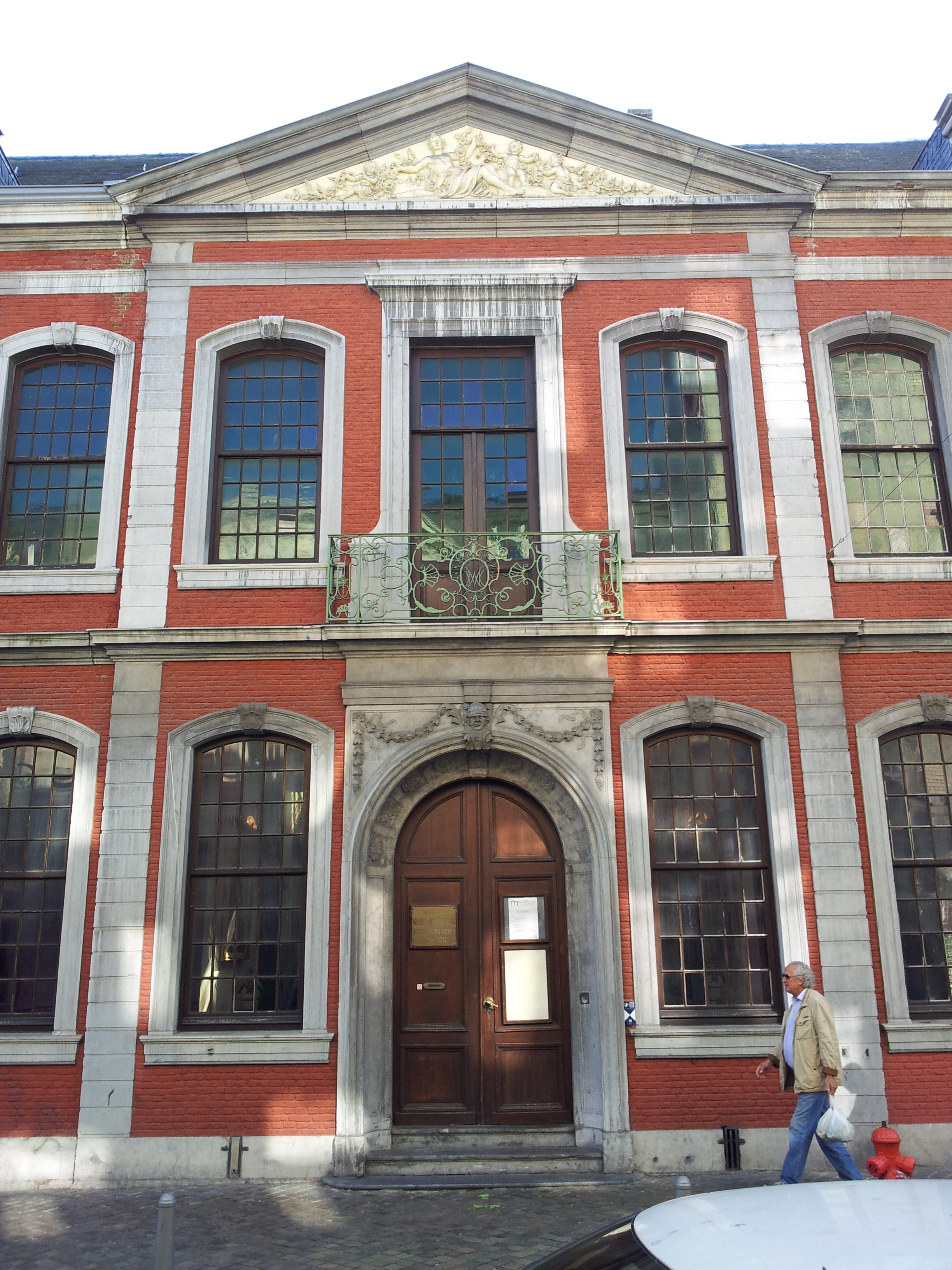
Détail de la façade
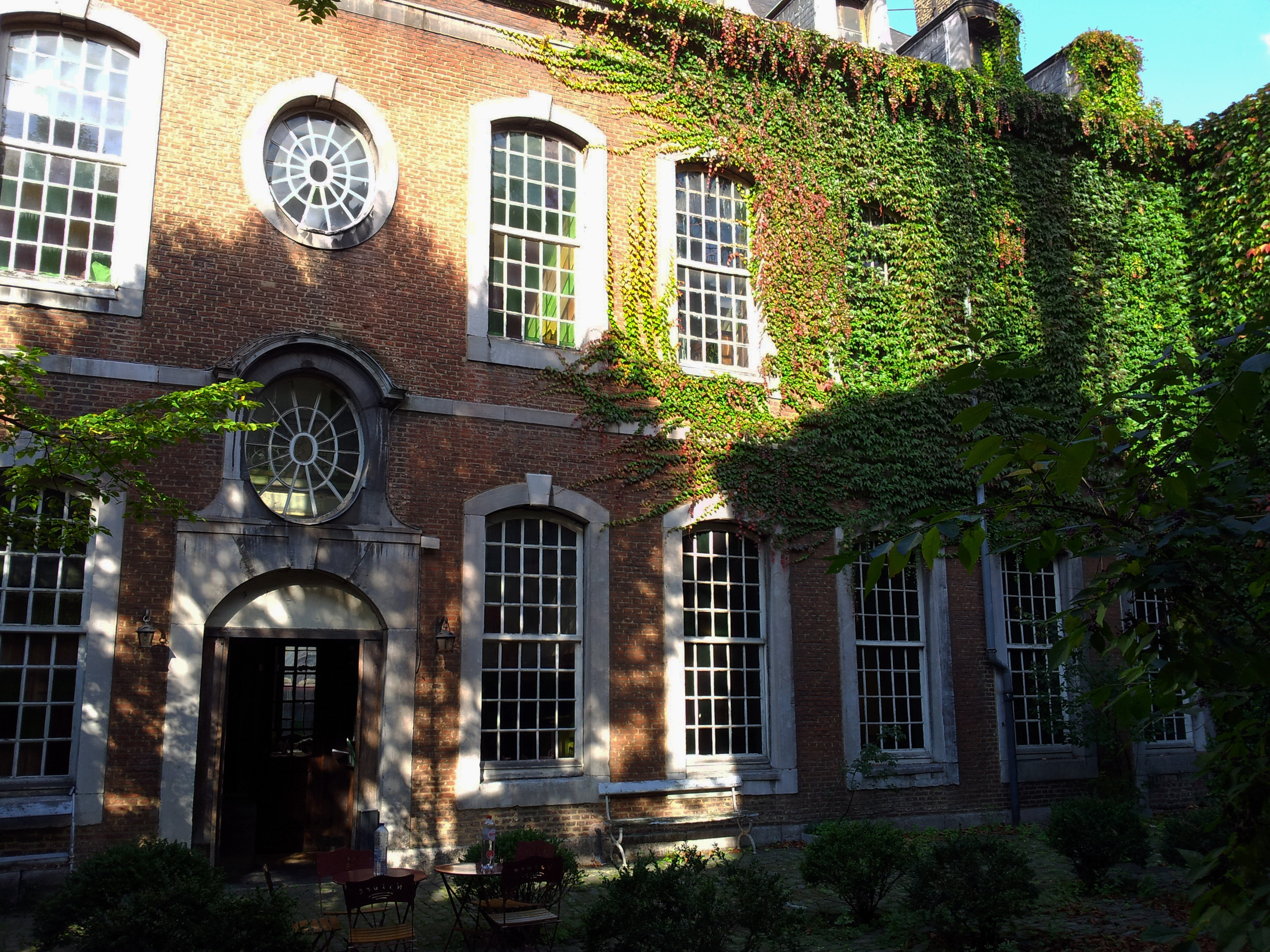
Cour intérieure
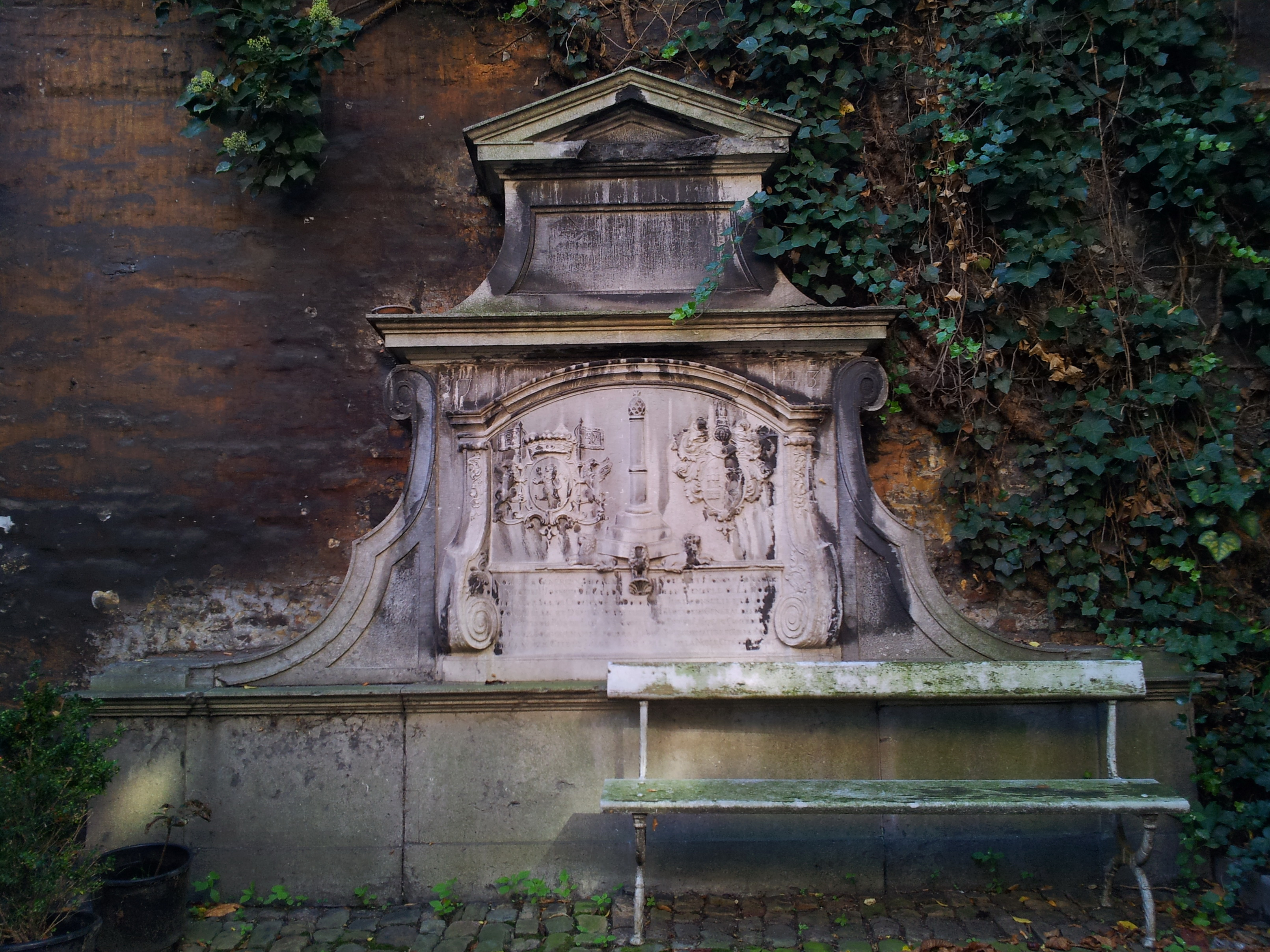
Stèle dans le jardin

### Intérieur
Le hall, l'escalier et la plupart des chambres sont plus ou moins dans leur état d'origine et sont richement décorés : stuc ornemental du XVIIIe siècle, peintures aux murs et plafonds, boiseries finement sculptées, cuir de Cordoue, des tapisseries d'Audenarde, cheminées sculptées et miroirs. Certaines chambres disposent des stucs de Tomaso Vasalli et des peintures de plafond de Jean-Baptiste Coclers. La cuisine est décorée avec de carreaux de Delft. L'hôtel dispose également de peintures, meubles, verre, porcelaine, argenterie et objets de décoration de haute qualité.

#### Hall et escalier
Le vestibule et l'escalier sont situés au centre de la maison et forment une pièce impressionnante avec un plafond décoré par le stucateur italo-suisse Tomaso Vasalli, qui à cette époque travailla également à Maastricht et Aix-la-Chapelle. Le large escalier en chêne se distingue par la ferronnerie ornementale exubérante des balustrades.

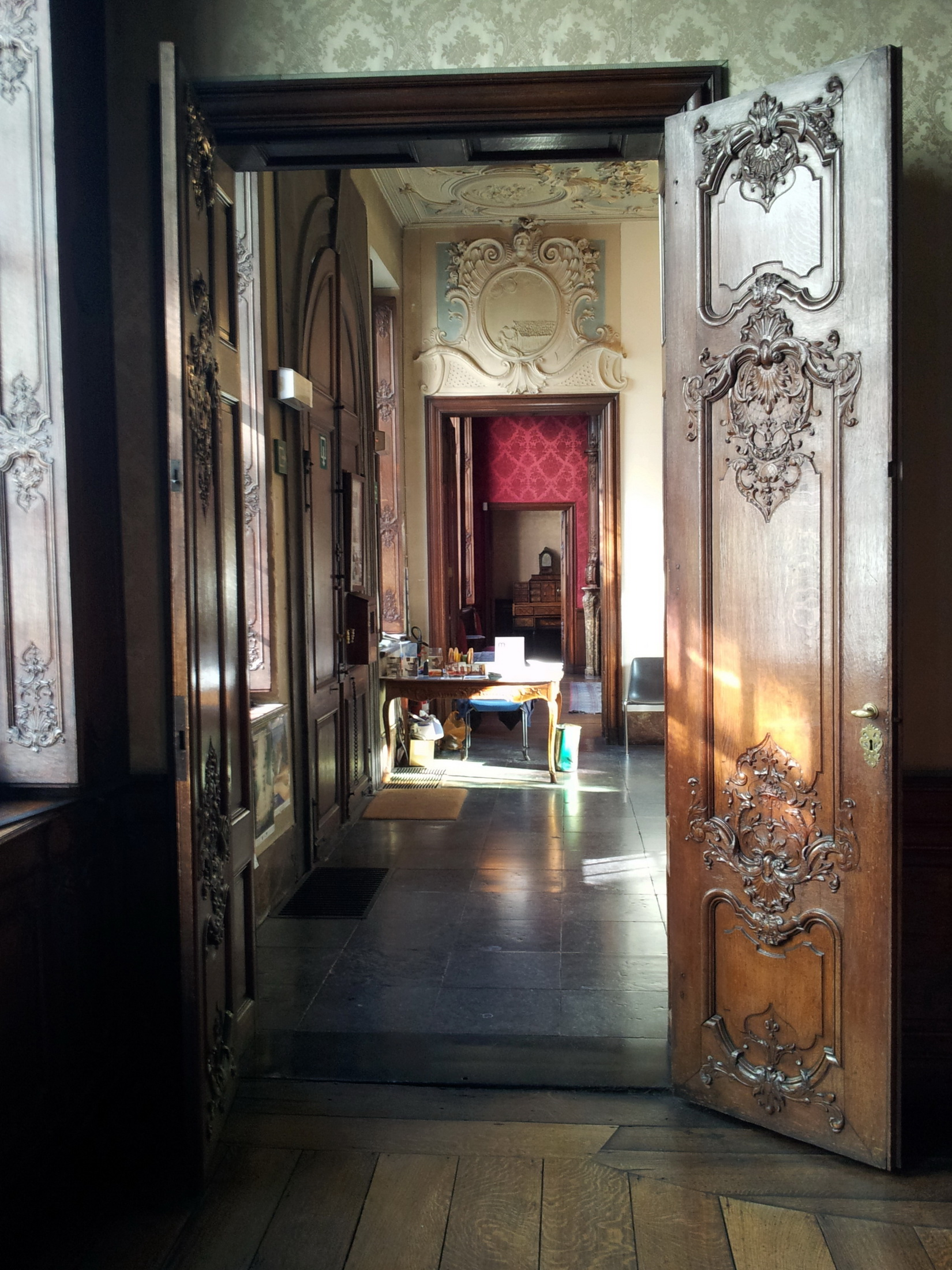
Vue du hall
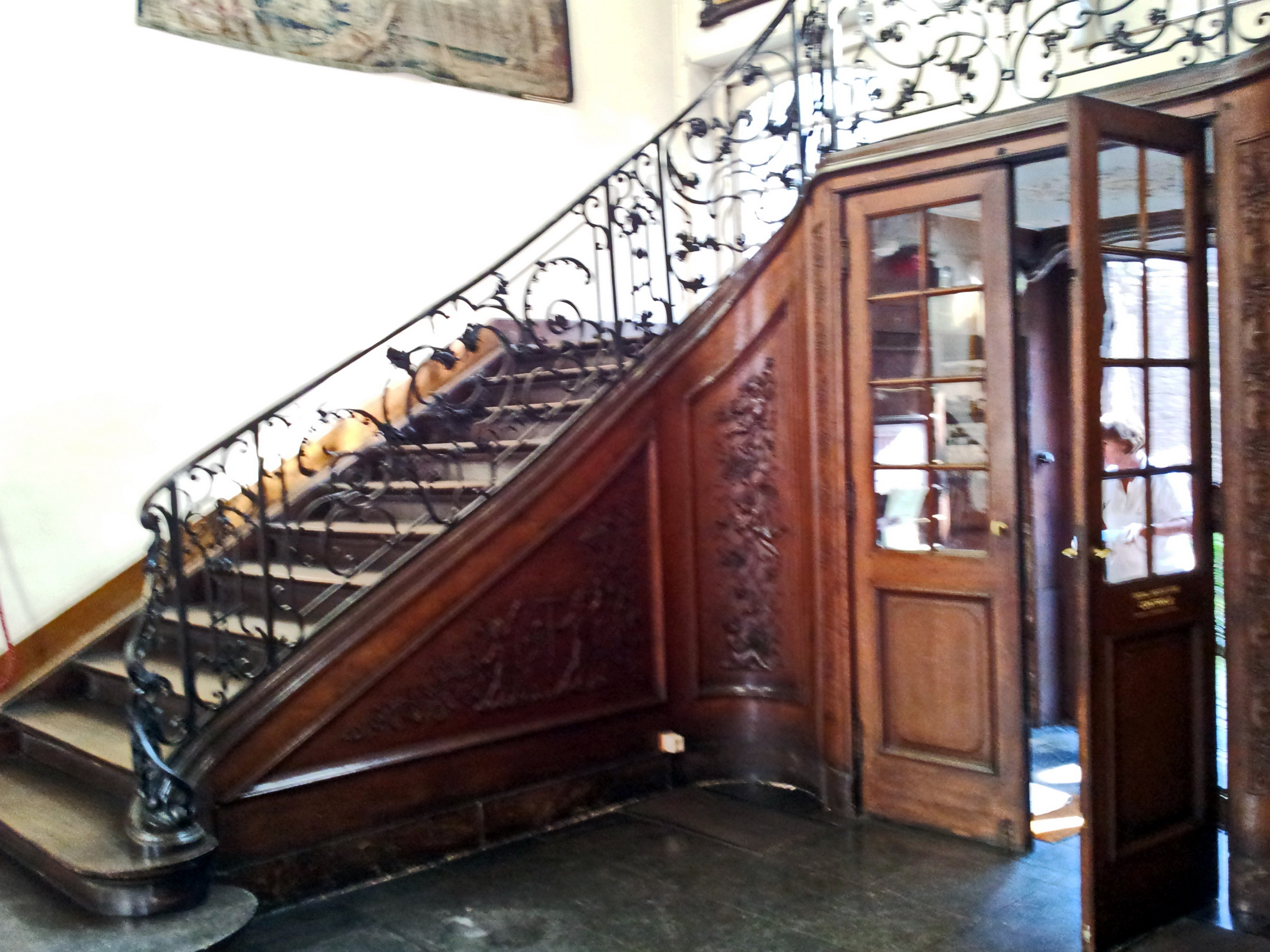
Vestibule avec escalier
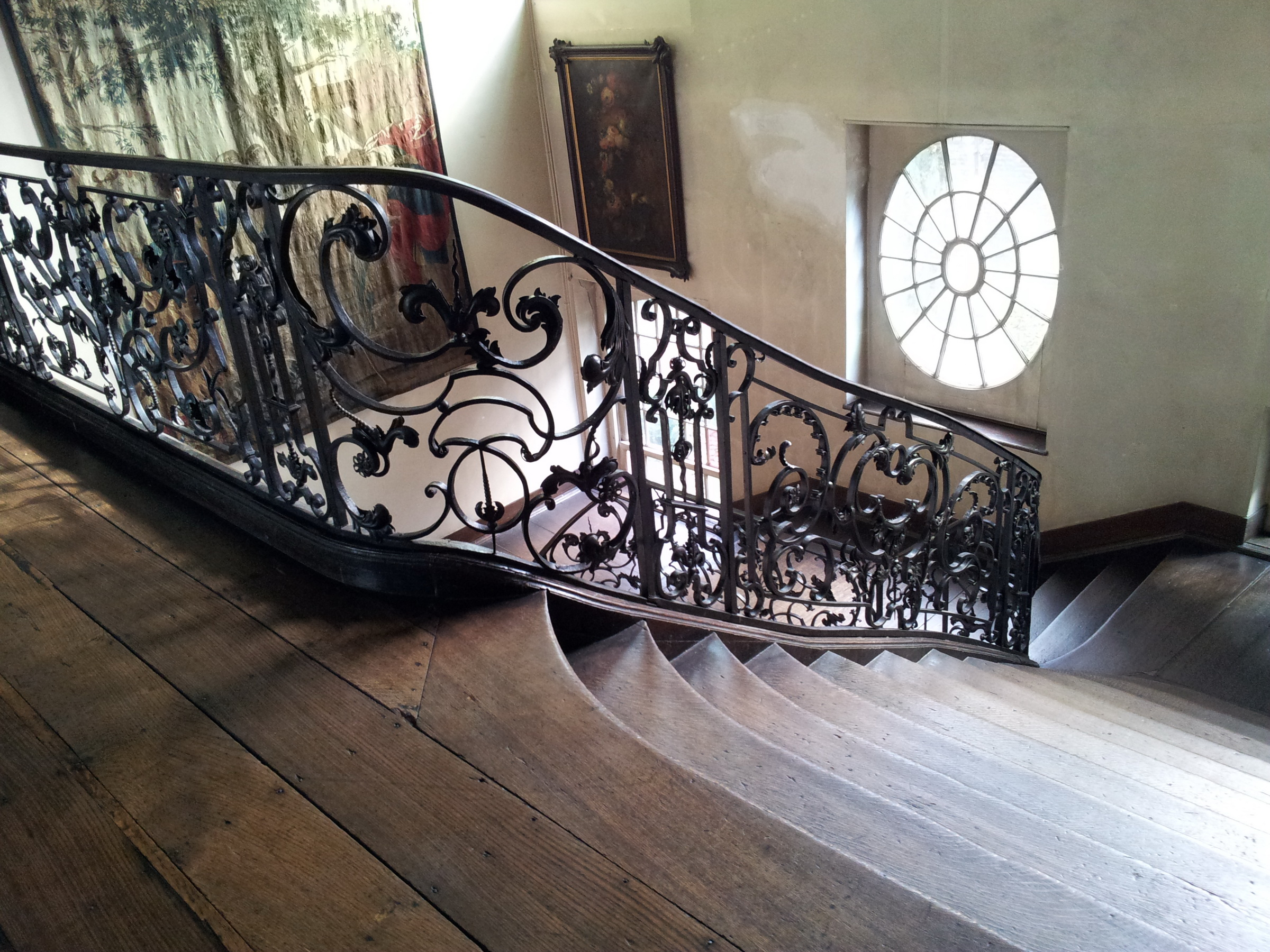
Escalier en chêne
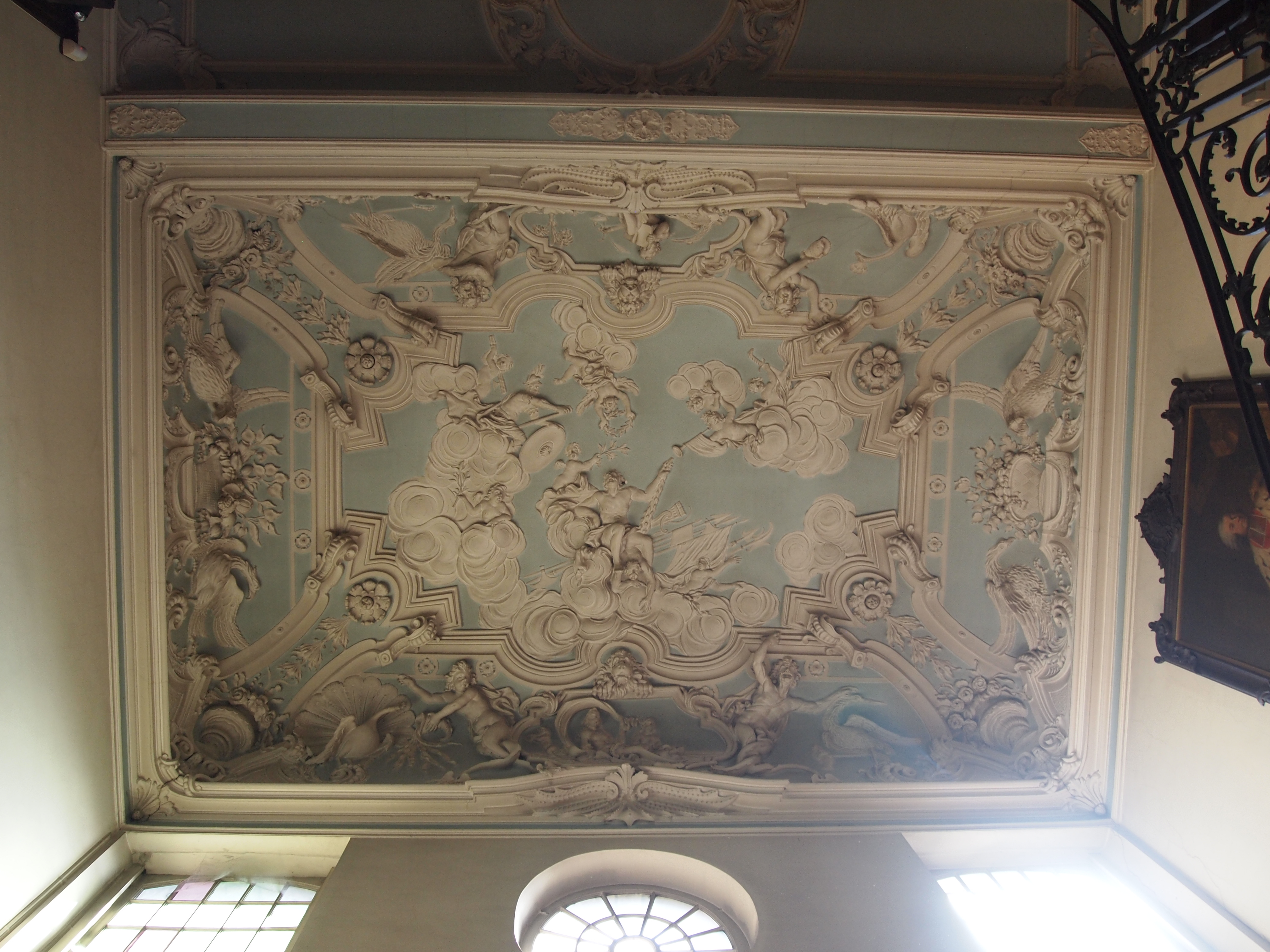
Stuc, plafond van Vasalli

#### Rez-de-chaussée
Le salon de musique est également appelé salon aux tapisseries en raison de la présence de quatre tapisseries flamandes, appelées Tenières, car elles ressemblent aux peintures « paysannes » de David Teniers le Jeune (qui réalisa également quelques cartons). Les cartons de ces tapisseries, qui sont tissés à Audenarde, ont été réalisés par Peter Spierinx (paysages) et Alexander Van Bredael (personnages). Le plafond en stuc dans cette salle est de Henri Budo.
La salle à manger a une apparence riche grâce au cuir de Cordoue et aux lambris en chêne. La particularité de cette pièce est la hauteur du buffet en deux parties avec des panneaux arqués richement sculptés.
Les petits salons du rez-de-chaussée ont des cheminées en marbre, des portes en chêne, des boiseries et des plafonds avec du stuc décoratif.
La cuisine est décorée de 2 598 carreaux de Delft, belles armoires liégeoises et d'ustensiles de cuivre et d’étain.

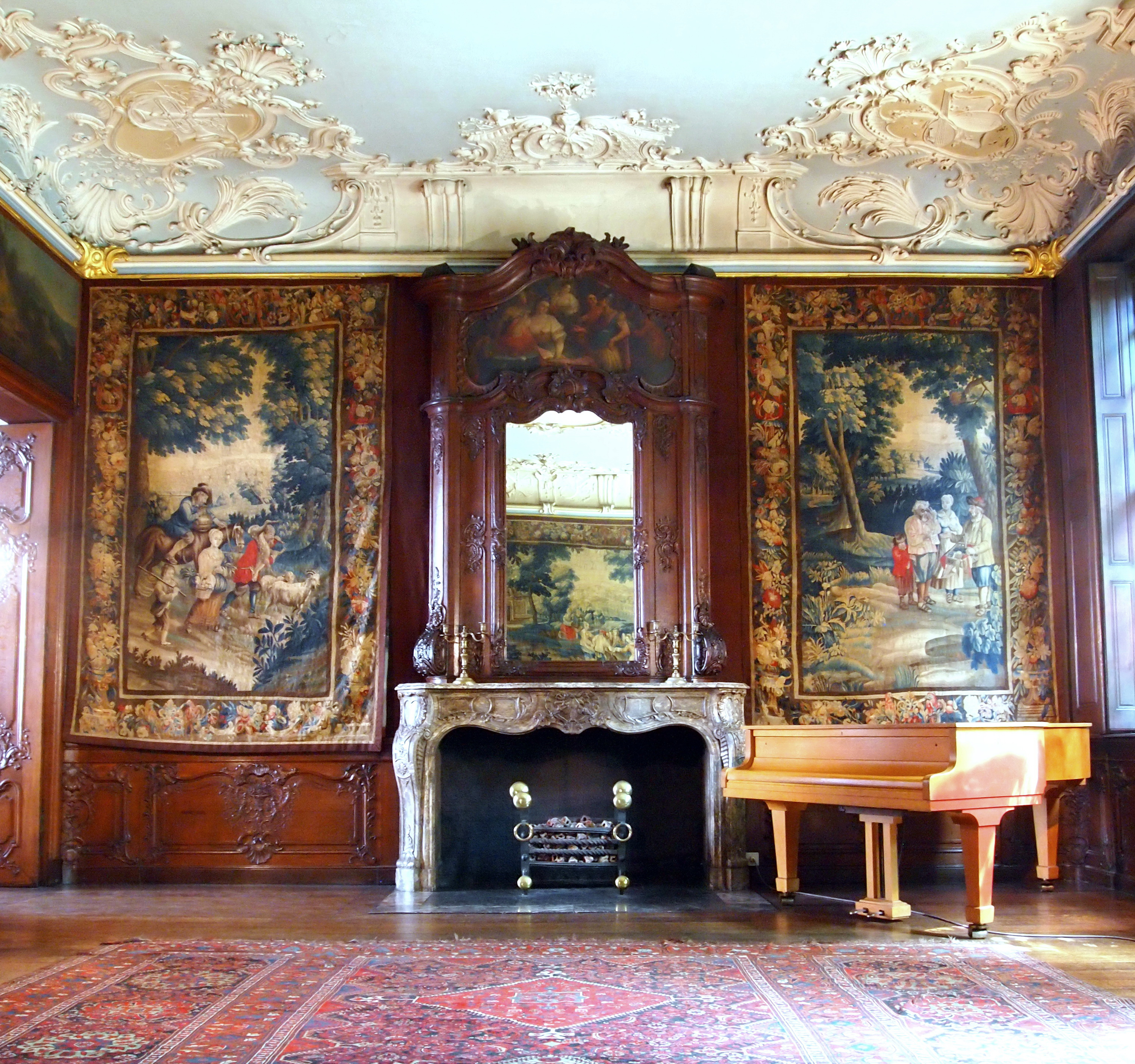
Le salon de musique avec tapisseries et stuc
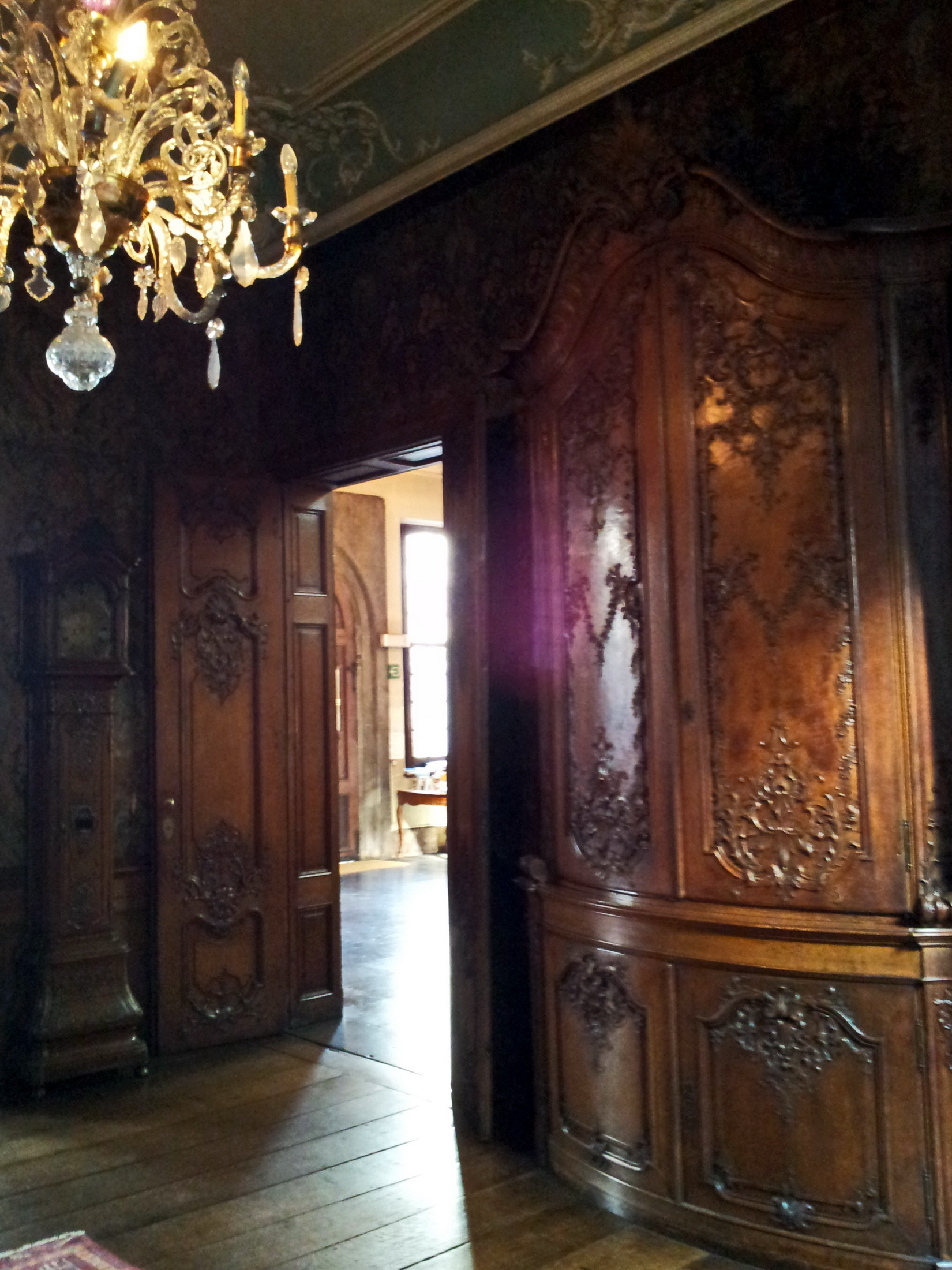
Salle à manger avec cuir de Cordoue et boiseries
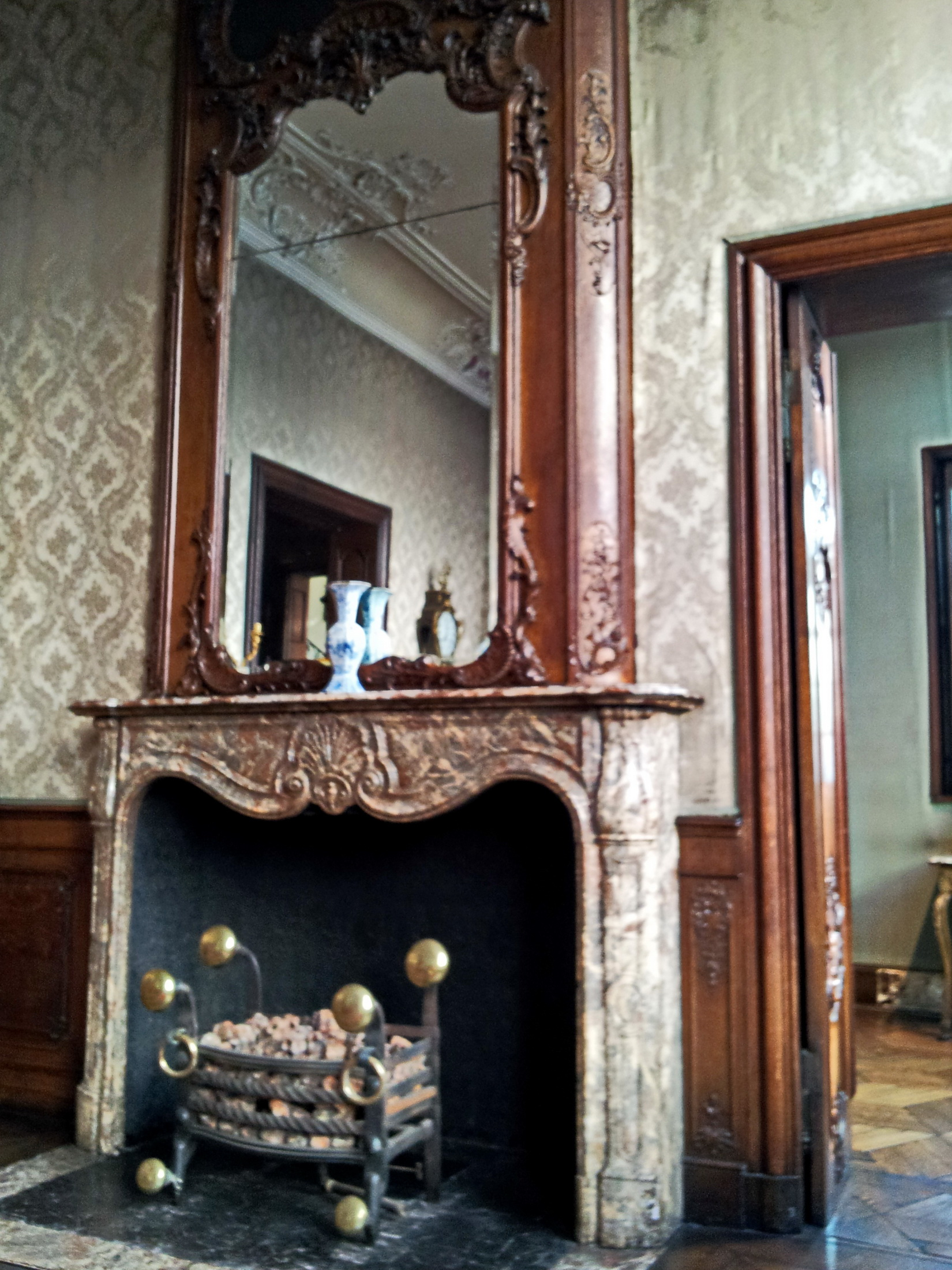
Salon avec cheminée en marbre
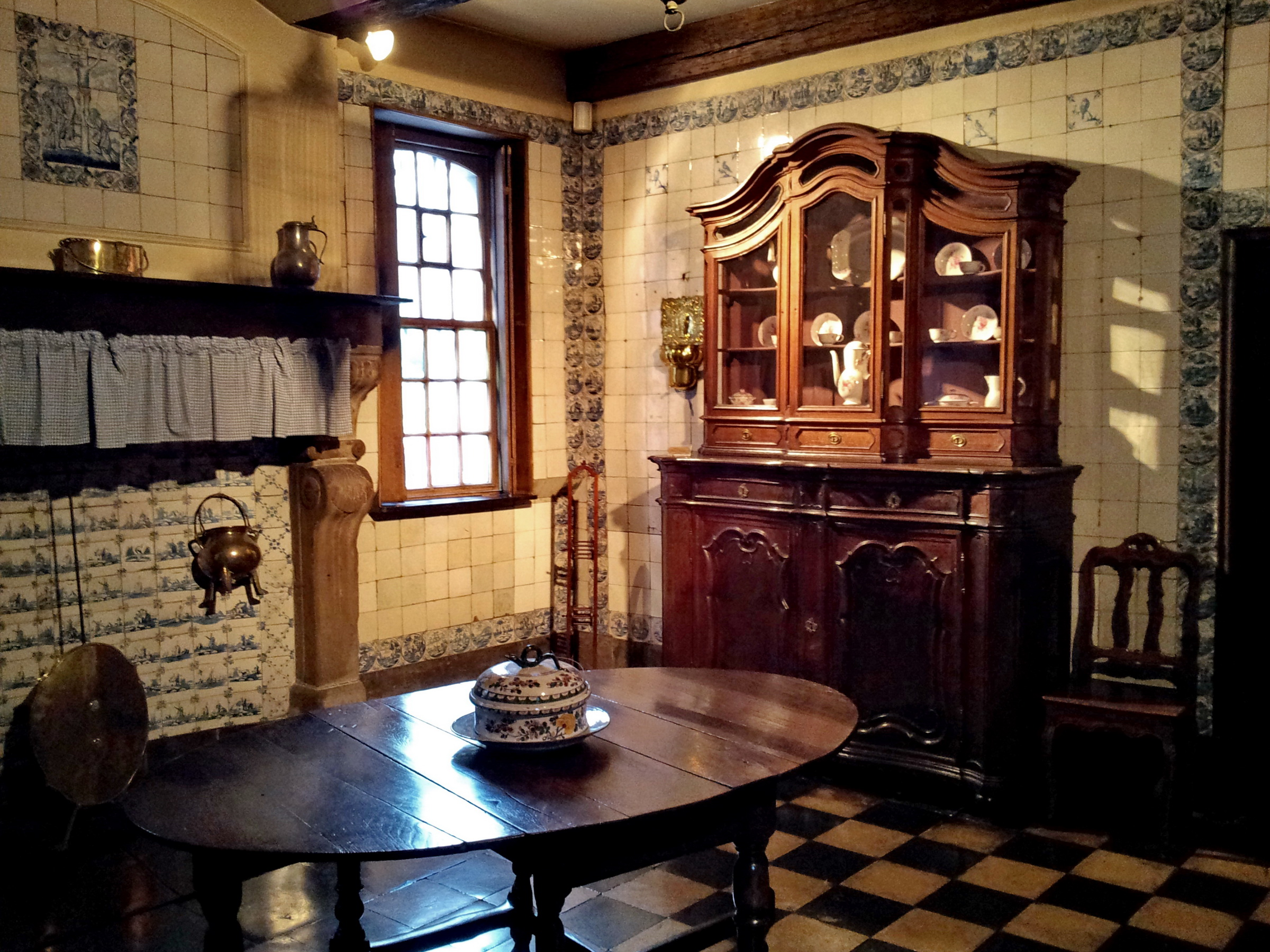
Cuisine avec des carreaux de Delft

#### Étage supérieur
À l’étage, côté rue, se situent les chambres et une suite principale. Les dessus-de-porte contiennent des peintures de Léonard Defrance, mais proviennent d’une autre maison. La chambre à coucher est relativement simple, seule la cheminée garnie de stuc rehausse le cachet de la pièce.
Côté jardin, la lumière spéciale est légère, en particulier dans la salle Henri-Jean Hennet, parce qu’ici les fenêtres avec un vitrage ancien sont en partie recouvertes de vignes vierges. Cette chambre dispose à l’instar de la salle à manger du rez-de-chaussée de papier peint en cuir de Cordoue, de portes en chêne, de boiseries et de meubles, y compris un précieuse table rococo. Au-dessus de la cheminée en marbre se dresse le portrait peint du commanditaire de l'hôtel Ansembourg, Michel Willems.

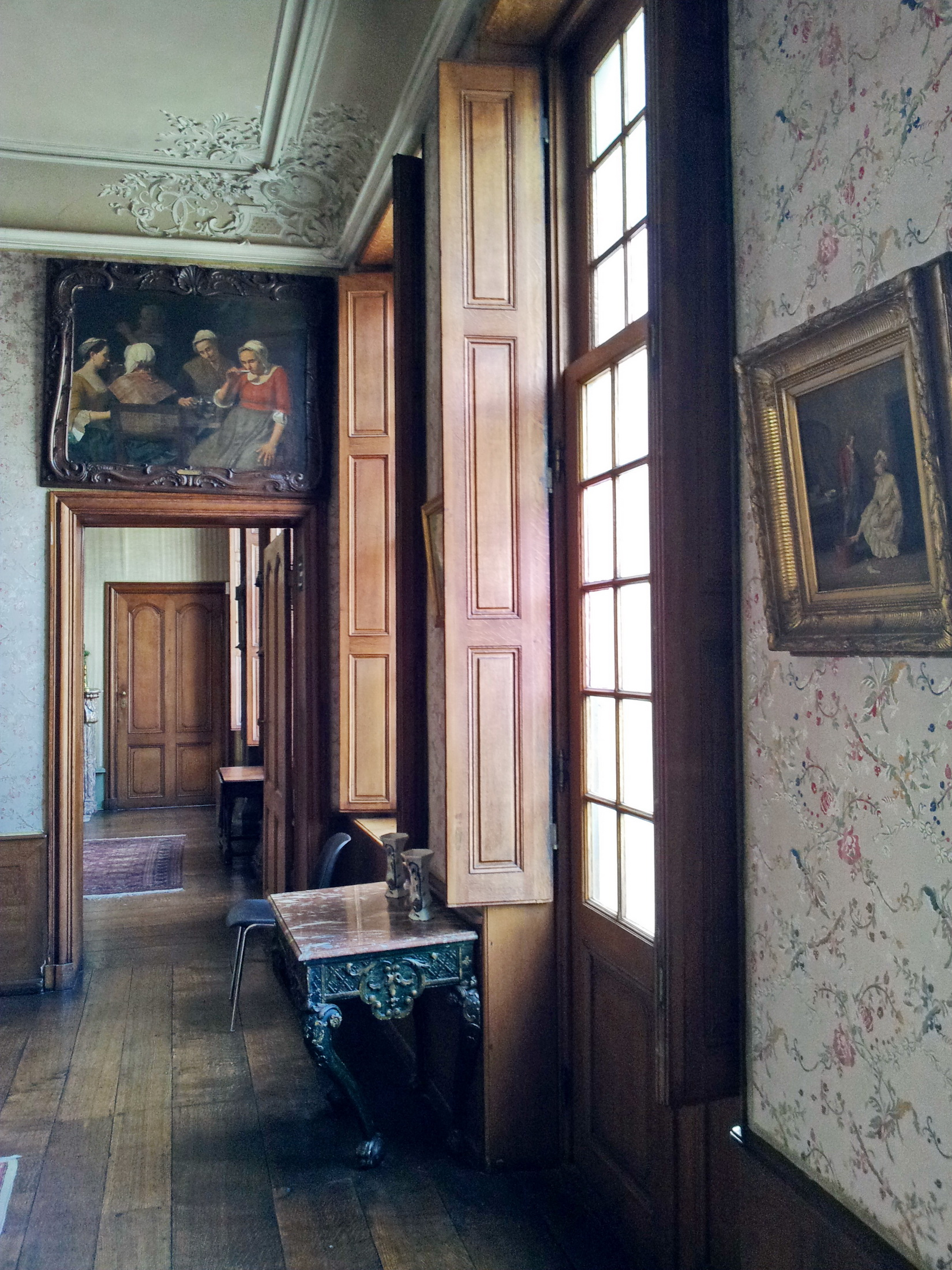
Vue depuis les chambres
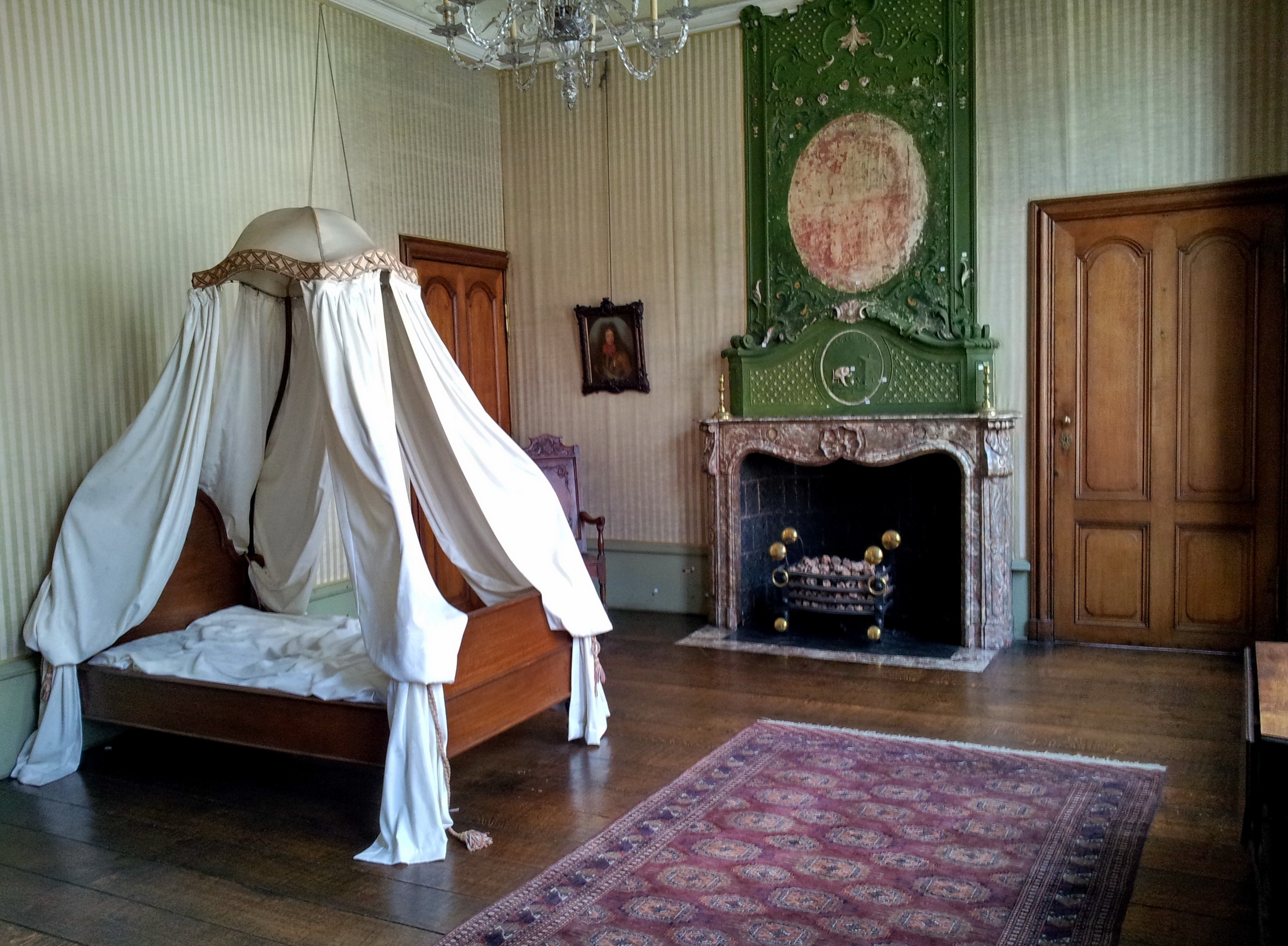
Chambre à coucher
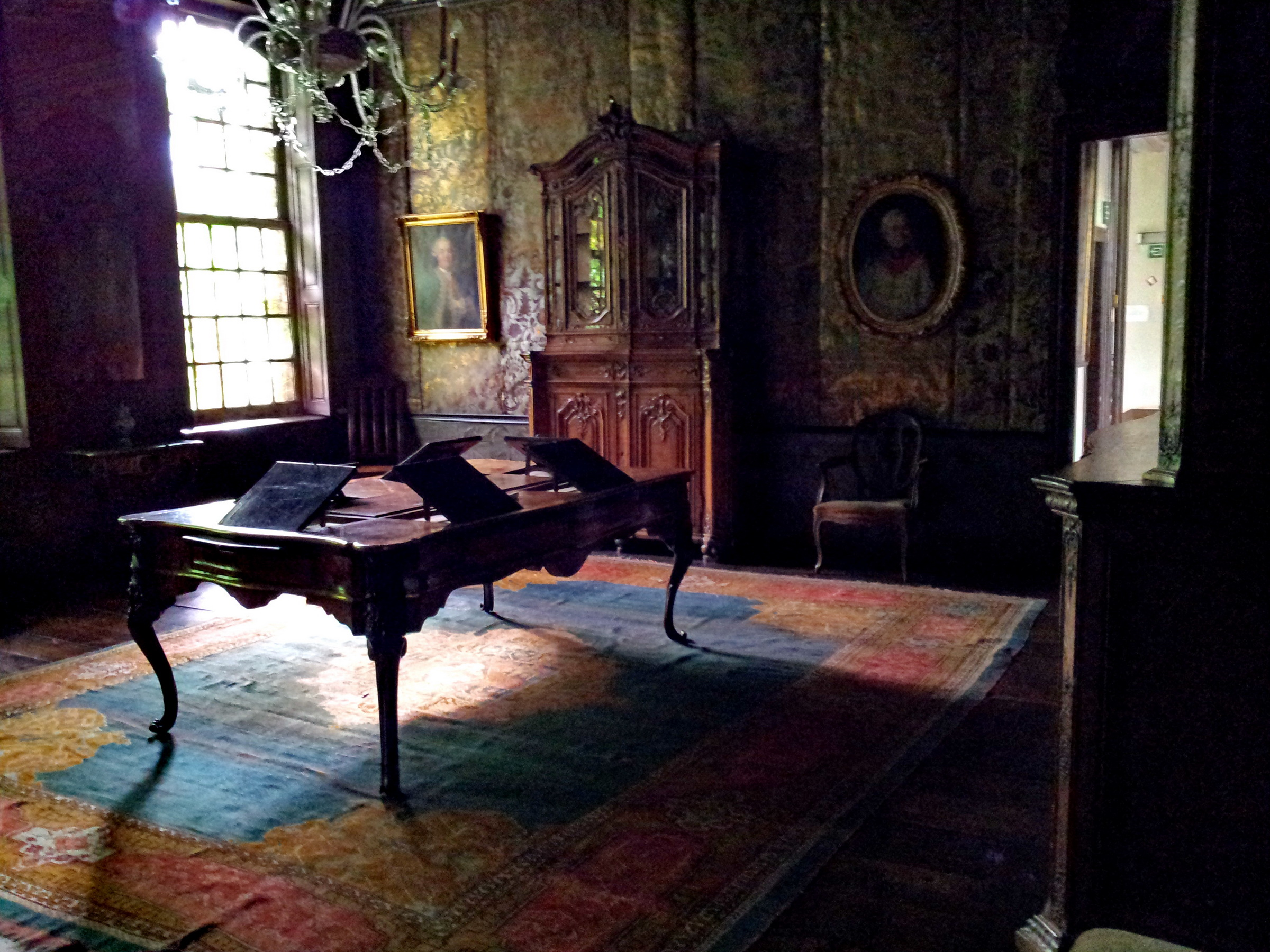
Salle Henri-Jean Hennet
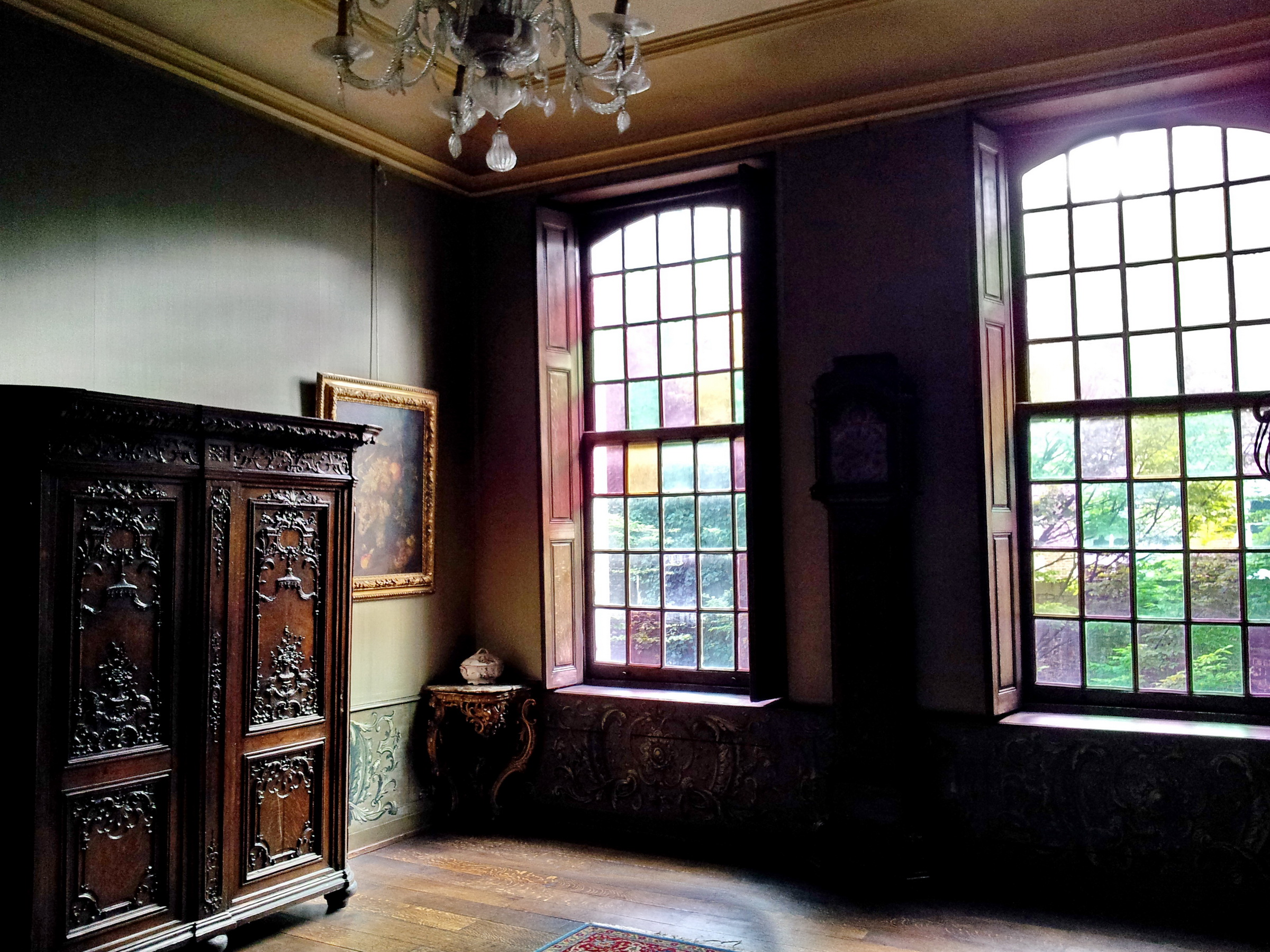
Arrière-salle

## Classement
L'hôtel d'Ansembourg est classé une première fois au Patrimoine immobilier de la Région wallonne en 1941 et une deuxième fois au Patrimoine immobilier exceptionnel de la Région wallonne en 2009.